# Хиранагар
Хиранагар — город и техсил в округе Катхуа в Джамму и Кашмире, Индия.

## География
Координаты Хиранагара 32°27′ с. ш. 75°16′ в. д.. Центр города находится на высоте 308 метров.

## Демография
По переписи Индии 2001 года, город населяют 7879 человек. Мужчин — 56 % и женщин — 44 %. Уровень грамотности составляет 73 %, выше, чем средний по стране 59,5 %:грамотных мужчин 80 %, и женщин 65 %. В Хиранагаре, 12 % моложе 6 лет.

## Форт Джханди
Форт Джханди находится близ города на Пакистанской границе. Этот форт построил Царь Хира, в честь которого и назван город. В форте известный храм Мата Кали (храмы этой борини размещены во многих фортах штата). Сейчас в форте тюрьма для политических заключённых.